# República de Ragusa
La República de Ragusa (en serbocroata: Dubrovačka Republika) fue una república marítima aristocrática centrada en la ciudad de Dubrovnik (Ragusa en italiano, alemán y latín) en Dalmacia (hoy en el extremo sur de Croacia) que llevaba ese nombre desde 1358 hasta 1808. Llegó a su pico comercial en los siglos XV y XVI, antes de ser conquistada por el Imperio francés de Napoleón y anexado formalmente por el Reino Napoleónico de Italia en 1808. Tenía una población de aproximadamente 30 000 personas, de las cuales 5000 vivían dentro de las murallas de la ciudad. Su lema latino era «Non bene pro toto libertas venditur auro», que significa «La libertad no se vende bien por todo el oro».

## Nombres
Originalmente llamado Communitas Ragusina (en latín, "municipio de Ragusan" o "comunidad"), en el siglo XIV pasó a llamarse Respublica Ragusina (en latín para la República de Ragusa), mencionada por primera vez en 1385. (Sin embargo, era una República bajo su nombre anterior, aunque su Rector fue designado por Venecia en lugar de por el Consejo Mayor de Ragusa. En italiano se llama Repubblica di Ragusa; en croata se llama Dubrovačka republika.
El nombre croata Dubrovnik se deriva de la palabra dubrava, un robledal; por una etimología popular, los turcos lo cambiaron a Dobro-Venedik, que significa "Buena Venecia". Entró en uso junto con Ragusa ya en el siglo XIV. El nombre latino, italiano y dálmata Ragusa deriva su nombre de Lausa (del griego ξαυ: xau, "precipicio"); Más tarde se modificó a Rausium, Rhagusium, Ragusium o Rausia (incluso Lavusa, Labusa, Raugia y Rachusa) y finalmente a Ragusa. El cambio oficial de nombre de Ragusa a Dubrovnik entró en vigor después de la Primera Guerra Mundial. En historiografía se le conoce como la República de Ragusa.

## Territorio

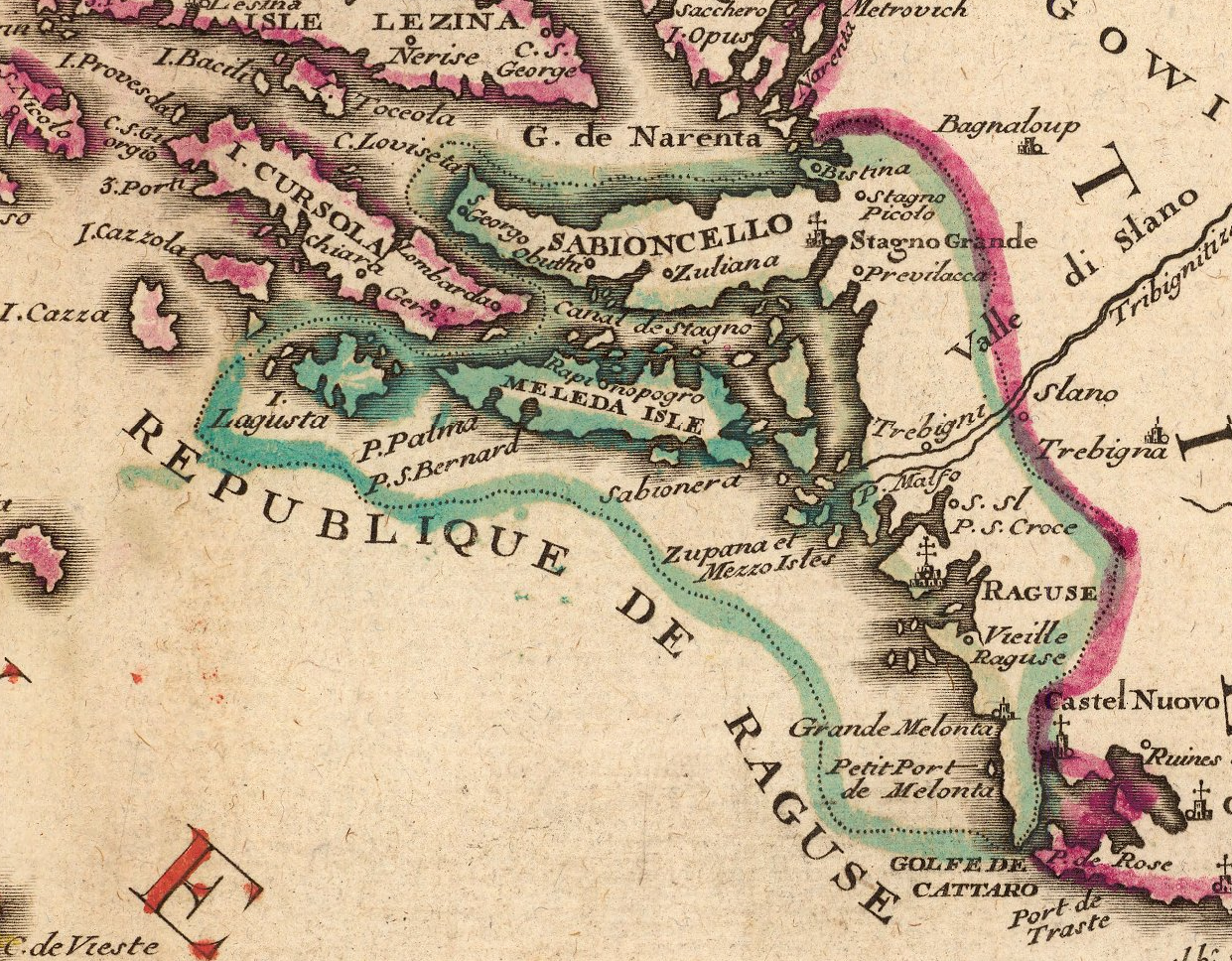
Territorio de la República de Ragusa, principios del

La República gobernó un área compacta del sur de Dalmacia, la antigua Pagania; sus fronteras finales se formaron en 1426, que comprende la costa continental desde Neum hasta la península de Prevlaka, así como la península de Pelješac y las islas de Lastovo y Mljet, así como varias islas más pequeñas como Koločep, Lopud y Šipan.
En el siglo XV, la república de Ragusa también adquirió las islas de Korčula, Brač y Hvar durante unos ocho años. Sin embargo, tuvieron que abandonarlas debido a la resistencia de los aristócratas menores locales que simpatizaban con Venecia, lo que les otorgaba algunos privilegios.
En el siglo XVI, las unidades administrativas de la República eran: la ciudad de Ragusa (Dubrovnik), condados (Konavle, Župa dubrovačka - Breno, Slano - Ragusan Littoral, Ston, Isla de Lastovo, Isla de Mljet, Islas de Šipan, Lopud y Koločep) y capitanías (Cavtat, Orebić, Janjina) con magistrados locales nombrados por el Consejo Mayor. Lastovo y Mljet eran comunidades semiautónomas, cada una con su propio Estatuto.

## Antecedentes históricos

### Origen de la ciudad

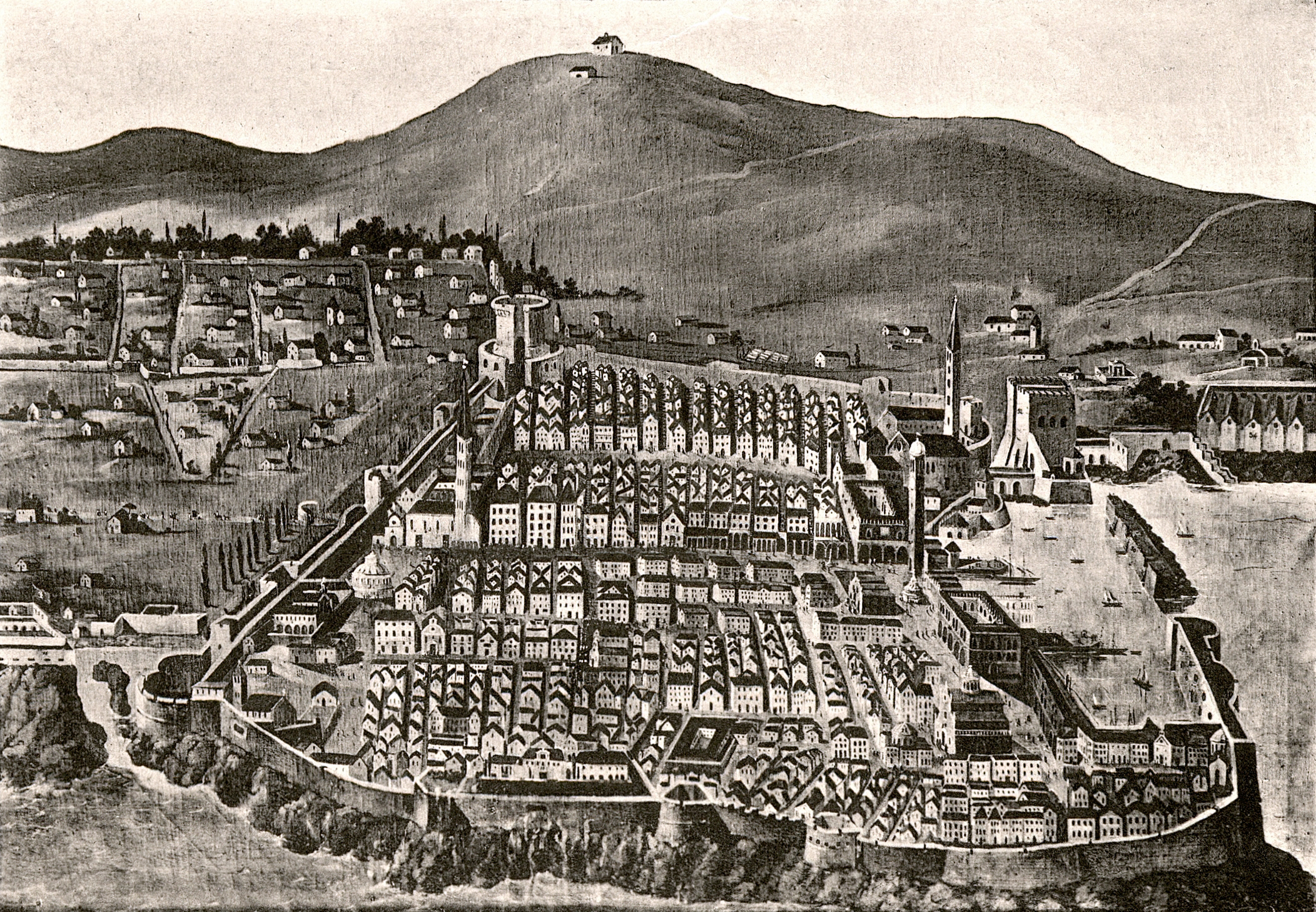
Dubrovnik antes del terremoto de 1667

Según el De Administrando Imperio del emperador bizantino Constantino VII, la ciudad fue fundada, probablemente, en el siglo VII, por los habitantes de la ciudad romana de Epidauro (Cavtat moderna) después de su destrucción por los ávaros y eslavos en el año 615. Algunos de los sobrevivientes se mudaron 25 kilómetros (16 millas) al norte a una pequeña isla cerca de la costa donde fundaron un nuevo asentamiento, Lausa. 
Se ha afirmado que una segunda incursión de los eslavos en el 656 resultó en la destrucción total de Epidauro. Los eslavos, incluidos los croatas y los serbios, se asentaron a lo largo de la costa en el siglo VII. Los eslavos llamaron a su asentamiento Dubrovnik. El romance ("latín") y los eslavos se abrazaron antagónicamente, aunque en el siglo XII los dos asentamientos se habían fusionado. El canal que dividía la ciudad se rellenó, creando la calle principal actual (el Stradun) que se convirtió en el centro de la ciudad. Así, Dubrovnik se convirtió en el nombre croata de la ciudad unida. Hay teorías recientes, basadas en excavaciones, de que la ciudad se estableció mucho antes, al menos en el siglo V y posiblemente durante el período griego antiguo (según Antun Ničetić, en su libro Povijest dubrovačke luke). El elemento clave en esta teoría es el hecho de que los barcos en la antigüedad viajaban entre 45 y 50 millas náuticas por día, y los marineros requerían una costa arenosa para sacar sus barcos del agua durante el período de descanso durante la noche. Una combinación ideal tendría una fuente de agua dulce en los alrededores. Dubrovnik tenía ambos, estando a medio camino entre los asentamientos griegos de Budva y Korčula, que están a 95 millas náuticas (176 km; 109 millas) de distancia.

### Primeros siglos

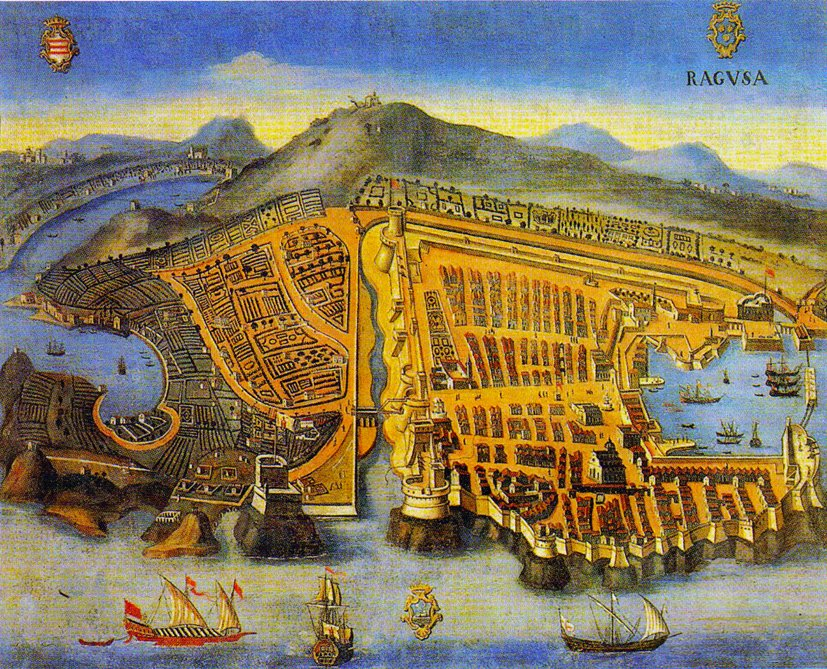
Pintura de Dubrovnik de 1667

Durante sus primeros siglos, la ciudad estaba bajo el dominio del Imperio bizantino. Los sarracenos sitiaron la ciudad en 866-67; duró quince meses y Ragusa obtuvo la victoria gracias a la intervención del emperador bizantino Basilio I, quien envió una flota bajo el mando de Nicetas Orifas. La "exhibición de la bandera" de Orifas tuvo resultados rápidos, ya que las tribus eslavas enviaron embajadores al Emperador, una vez más reconociendo su soberanía. Basilio envió funcionarios, agentes y misioneros a la región, restaurando el dominio bizantino sobre las ciudades y regiones costeras para formar el nuevo Thema de Dalmacia, mientras dejaba a los principados tribales eslavos del interior en gran medida autónomos bajo sus propios gobernantes; La cristianización de los croatas y las otras tribus eslavas también comenzó en este momento. Con el debilitamiento de Bizancio, Venecia comenzó a ver a Ragusa como un rival que necesitaba ser controlado, pero un intento de conquistar la ciudad en el 948 fracasó. Los ciudadanos de la ciudad atribuyeron esto a San Blas, a quien adoptaron como su santo patrón.
La ciudad permaneció bajo dominación bizantina hasta 1204, con la excepción de los períodos de dominio veneciano (1000-1030) y posterior normando (1081-1085, 1172, 1189-1190). En 1050, el rey croata Stjepan I (Stephen) otorgó una concesión de tierra a lo largo de la costa que extendió los límites de Ragusa a Zaton, 16 km (10 millas) al norte de la ciudad original, dando a la república el control del abundante suministro de agua dulce que emerge de un manantial en la cabeza de la entrada de Ombla. La concesión de Stephen también incluyó el puerto de Gruž, que ahora es el puerto comercial de Dubrovnik.
Así, el territorio original del municipio o comunidad de Ragusa comprendía la ciudad de Ragusa, Župa dubrovačka, Gruž, Ombla, Zaton, las islas Elafiti (Šipan, Lopud y Koločep) y algunas islas más pequeñas cerca de la ciudad.
El famoso geógrafo árabe del siglo XII, Muhammad al-Idrisi, mencionó Dubrovnik y sus alrededores. En su trabajo, se refirió a Dubrovnik como la ciudad más meridional de Croacia.
En 1191, el emperador Isaac II Ángelo otorgó a los comerciantes de la ciudad el derecho de comerciar libremente en Bizancio. Privilegios similares se obtuvieron varios años antes de Serbia (1186) y de Bosnia (1189). La Carta de Ban Kulin de Bosnia es también el primer documento oficial en el que la ciudad se conoce como Dubrovnik.

### Soberanía veneciana (1205-1358)
Cuando, en 1205, la República de Venecia invadió Dalmacia con las fuerzas de la Cuarta Cruzada, Ragusa se vio obligado a pagar un tributo y se convirtió en una fuente de suministros para Venecia, como pieles, cera, plata y otros metales. Venecia utilizó la ciudad como su base naval en el sur del mar Adriático. A diferencia de Zadar, no había mucha fricción entre Ragusa y Venecia, ya que la ciudad aún no había comenzado a competir como una compañía alternativa en el comercio entre Oriente y Occidente; Además, la ciudad retuvo la mayor parte de su independencia. La gente, sin embargo, resentía el tributo cada vez mayor.
A mediados del siglo XIII, la isla de Lastovo se añadió al territorio original. El 22 de enero de 1325, el rey serbio Esteban Uroš III emitió un documento para la venta de sus posesiones marítimas de la ciudad de Ston y la península de Pelješac a Ragusa. En 1333, durante el gobierno del rey serbio Esteban Dušan (Esteban Uroš IV, 1331-1355), las dos posesiones fueron entregadas a Ragusa. En enero de 1348, la Peste Negra golpeó la ciudad y diezmó a la población urbana, si bien en un nuevo brote en 1377 se decretó la que se cree como la primera cuarentena de la historia, que resultó exitosa.

## Historia

### Independencia de Venecia (1358)
En 1358, el Tratado de Zadar obligó a Venecia a ceder todos los reclamos en Dalmacia. La ciudad aceptó la leve hegemonía del rey Luis I de Hungría. El 27 de mayo de 1358, se llegó al acuerdo final en Visegrád entre Luis y el arzobispo Ivan Saraka. La ciudad reconoció la soberanía húngara, pero la nobleza local continuó gobernando con poca interferencia de la corte húngara en Buda. La República se benefició de la soberanía de Luis de Hungría, cuyo reino no era una potencia naval, y con quien tendrían pocos conflictos de intereses. El último conde veneciano se fue, aparentemente apurado.
En 1399, la ciudad adquirió el área entre Ragusa y Pelješac, llamada Primorje (Dubrovačko primorje) con Slano (lat. Terrae novae). Fue comprado del rey bosnio Stephen Ostoja. Una breve guerra con Bosnia en 1403 terminó con la retirada de Bosnia. Entre 1419 y 1426, la región de Konavle, al sur de Astarea (Župa dubrovačka), incluida la ciudad de Cavtat, se agregó a las posesiones de la República.
En la primera mitad del siglo XV, el cardenal Ivan Stojković (Johannes de Carvatia) estuvo activo en Dubrovnik como reformador y escritor de la Iglesia. El comercio con el reino de Bosnia estaba en su apogeo, y el mayor comercio de caravanas entre Podvisoki y Ragusa ocurriría en 1428. Ese año, el 9 de agosto, Vlachs se comprometió con el señor de Ragusa Tomo Bunić, que entregarían 600 caballos con 1500 modius de sal. La entrega estaba destinada a Dobrašin Veseoković, y el precio de Vlachs era la mitad de la sal entregada.

### Soberanía otomana
En 1458, la República firmó un tratado con el Imperio otomano que lo convirtió en un afluente del sultán. Además, se vio obligado a enviar un embajador a Estambul antes del 1 de noviembre de cada año para entregar el tributo.
Cuando en 1481 la ciudad pasó a la protección otomana y tuvo que pagar un tributo aumentado de 12.500 ducados. Sin embargo, para todos los demás propósitos, Ragusa era prácticamente independiente y generalmente se aliaba con la República Marítima de Ancona.
Podría entablar relaciones con potencias extranjeras y hacer tratados con ellas (siempre que no entren en conflicto con los intereses otomanos), y sus barcos navegaron bajo su propia bandera. El vasallaje otomano también confirió derechos comerciales especiales que se extendieron dentro del Imperio. Ragusa manejó el comercio del Adriático en nombre de los otomanos, y sus comerciantes recibieron exenciones de impuestos especiales y beneficios comerciales de la sublime puerta. También operaba colonias que disfrutaban de derechos extraterritoriales en las principales ciudades otomanas.
Los comerciantes de Ragusa podían ingresar al mar Negro, que de otro modo estaría cerrado al envío no otomano. Pagaban menos en aranceles aduaneros que otros comerciantes extranjeros, y la ciudad-estado contaba con el apoyo diplomático de la administración otomana en disputas comerciales con los venecianos.
Por su parte, los otomanos consideraban a Ragusa como un puerto de gran importancia, ya que la mayor parte del tráfico entre Florencia y Bursa (un puerto otomano en el noroeste de Anatolia) se realizaba a través de Ragusa. Las cargas florentinas saldrían de los puertos italianos de Pésaro, Fano o Ancona para llegar a Ragusa. A partir de ese momento tomarían la ruta terrestre Bosnasaray (Sarajevo) – Novi Pazar – Skopie – Plovdiv – Edirne.
Cuando, a fines del siglo XVI, Ragusa puso su marina mercante a disposición del Imperio español con la condición de que su participación en las empresas militares españolas no afectara los intereses del Imperio otomano; este último toleró la situación ya que el comercio de Ragusa permitió la importación de bienes de estados con los cuales el Imperio otomano estaba en guerra.
Junto con Inglaterra, España y Génova, Ragusa fue uno de los competidores más perjudiciales de Venecia en el siglo XV en todos los mares, incluso en el Adriático. Gracias a su proximidad a los abundantes bosques de robles en Gargano, pudo ofertar cargas lejos de los venecianos.

### Época dorada

La costa adriática oriental hacia 1500. Se observan los territorios de la república rodeados por los del Imperio otomano.

En 1358, tras una guerra entre Venecia y Hungría, Ragusa, al igual que otras muchas ciudades de la costa dálmata, pasa a ser tributaria del Reino de Hungría. 
Habiendo obtenido un autogobierno casi absoluto, debiendo solo pagar un tributo anual al rey de Hungría y asistirle con su flota, Ragusa comenzó su vida como estado libre. La República de Ragusa alcanzó su cénit en los siglos XV y XVI, cuando llegó a rivalizar con la Serenísima República de Venecia y otras ciudades-estado marítimas de Italia.
Gracias a su riqueza y a su hábil diplomacia, la República alcanzó un notable nivel de desarrollo durante los siglos XV y XVI. Tras la expulsión de los judíos de España en 1492, la ciudad acogió a un grupo de sefardíes. Sus contactos con otros sefardíes en el Imperio otomano y Europa les sirvieron para poder obtener provechosos acuerdos comerciales.

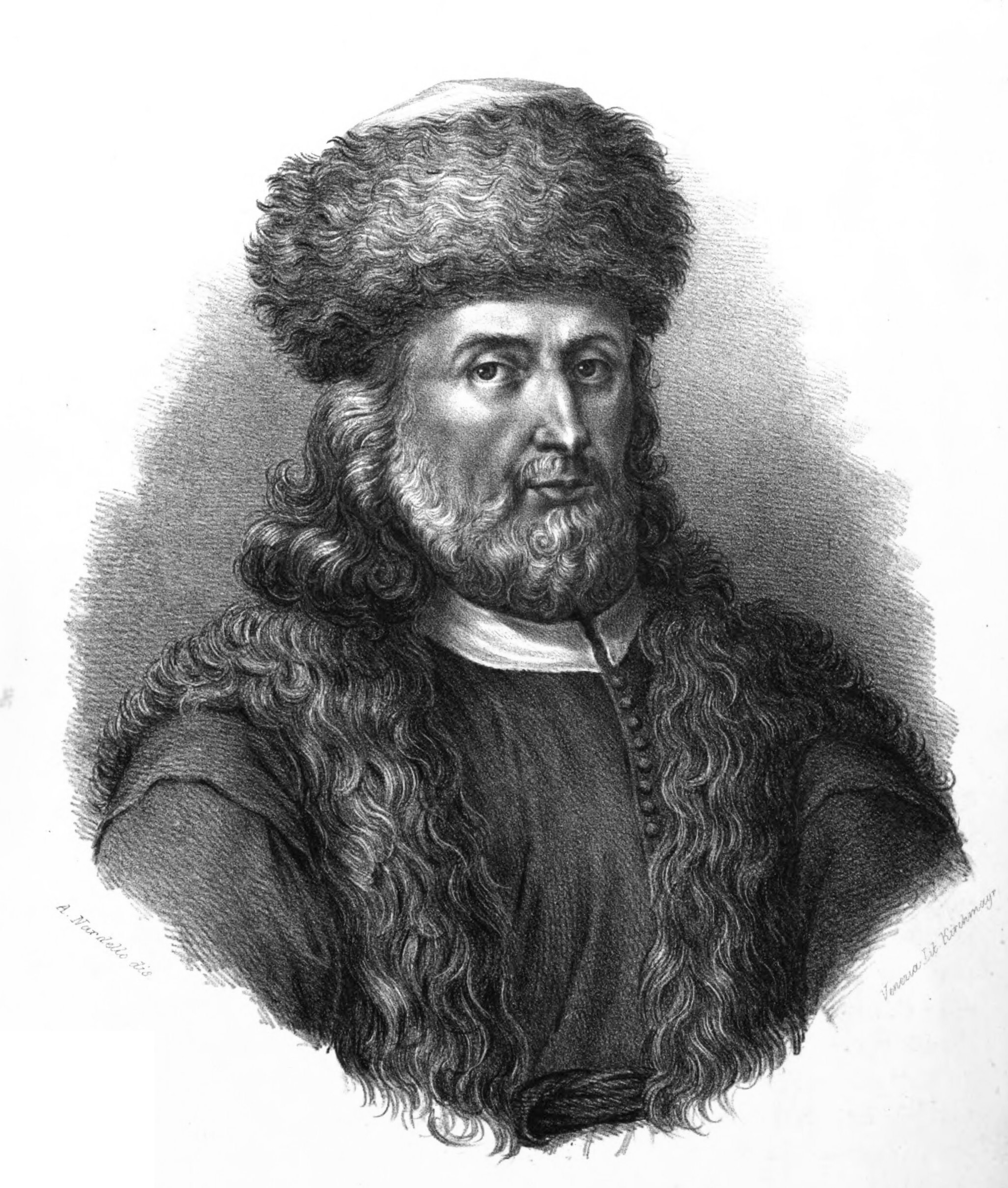
Marino de Caboga.

En la época de su máximo esplendor (siglo XVI), la flota de Ragusa se componía de doscientos barcos. La expansión prosiguió hasta 1667, cuando en la mañana del 6 de abril, un espantoso terremoto había arruinado, la ciudad de Ragusa; seis mil habitantes quedaron sepultados debajo de sus muros. El palacio, donde se hallaba reunido a deliberar el gran consejo, junto con su Rector Simón de Ghetaldi y derribado por uno de los sacudimientos, sirvió de sepultura a gran parte de la antigua nobleza. Desplomase, en aquel momento, una de las paredes de la cárcel donde se hallaba encerrado el impetuoso joven Marino Caboga (1630-1692), por haber matado, en el Senado, a su tío. Cundían ya las llamas por todas partes y los ladrones infestaban las calles. Impelido entonces por un heroico denuedo, animó Caboga a los ciudadanos aterrados, reunió los fugitivos, exhortó á todos a salvar la patria, y lo consiguió. Ragusa iba poco a poco restableciéndose de este desastroso accidente. Este terremoto destruyó casi por completo la ciudad, causando la muerte de casi a 5000 personas (de los 12 000 habitantes). Desde entonces para repoblar Ragusa fueron autorizados muchos miles de eslavos a radicarse en la ciudad, cambiando la composición étnica de Ragusa: sucesivamente los descendientes de los dalmatos neolatinos quedaron representados solamente por la aristocracia (y una pequeña parte de la burguesía) y la gran mayoría de la población de Ragusa pasó a ser eslava desde entonces hasta hoy.
En 1783, el Consejo de Ragusa no respondió a la propuesta presentada por su representante diplomático en París, Francesco Favi, que debían establecer relaciones diplomáticas con los Estados Unidos. Aunque para los estadounidenses se acordó permitir el acceso libre de su flota de barcos a Ragusa y sus puertos, reconociendo la independencia de Estados Unidos.
Los primeros años de la guerra iniciada por Francia fueron prósperos para Ragusa. La bandera de San Biagio fue neutral, la República se convirtió en una de las compañías principales del Mediterráneo. Ante el bloqueo continental impuesto por Napoleón, se transformó en nuevos aires de vida para Ragusa, y antes de la aparición de Lissa y de las manufacturas de Inglaterra, excluidas de los puertos de Francia, Italia, Holanda y Alemania, encontraron su camino hacia el centro de Europa a través de Salónica y Ragusa. Pero este estado, que había logrado tan hábilmente convivir con los turcos, además que Ragusa había sobrevivido a los imperios griego y serbio, como la República de Venecia, fue incapaz de mantenerse en pie en los años siguientes. Los republicanos filofranceses ofrecieron fraternizar con todas las otras repúblicas, y el emperador Napoleón, no despreciaba la pequeña República de Ragusa como punta estratégica de entrada entre oriente y occidente.
La batalla de Austerlitz, y el Tratado de Presburgo consiguiente, después de haber obligado a Austria a entregar Dalmacia a Francia, Ragusa fue puesta en un dilema de una novela. Kotor/Cattaro en poder de los venecianos contra los turcos, siempre fue accesible a Venecia, que era una potencia naval. Pero mientras que Francia celebró por las conquistas en tierra, Inglaterra y Rusia celebraban las de mar, y mientras que Francia estaba en marcha, sus tropas de Austerlitz en dirección a Dalmacia, once barcos de la flota rusa entraron en la bahía de Kotor / Bocca de Cattaro, y desembarcaron a 6000 hombres. Por su parte, 5000 franceses desembarcaron al mando del mariscal Gabriel Jean Joseph Molitor, y marcharon hacia el Sur. Este tomó posesión pacífica, una tras otra, de las fortalezas de Dalmacia. Por su parte los rusos presionaron a los senadores de Ragusa para ocupar su ciudad, ya que era una fortaleza importante, anticipándose así a Francia, este podría bloquear el desarrollo de Cattaro, ya que no hay manera de entrar en Dalmacia y Cattaro sino a través de Ragusa. El mariscal Gabriel Molitor les señaló a los raguseos e hizo solemnes promesas de respetar la integridad de la República, en su paso a Cattaro. Ragusa se sentía sin el poder de perder su calidad neutral en este conflicto; largos y ansiosos fueron los debates que tuvieron entre los dirigentes ragusea.

Queridos, esta es mi tierra y es todo para mi —dijo el conde de Biagio de Caboga— refiriéndose a su querida República, consagrada como lo es, nuestro afecto y virtud por sus antiguas venerables instituciones, sus sabias leyes, y el recuerdo de los ilustres antepasados, a partir de ahora deja de merecer el nombre de la patria , si su independencia es abolida. Con nuestra amplia flota de buques mercantes, vamos a iniciar con nuestras esposas y nuestros hijos, nuestros tesoros estatales y nuestras leyes, y pedir al sultán turco una isla en el archipiélago, que puede convertirse en un nuevo Epidauro, y la santuario de nuestras instituciones ha llegado a su hora.

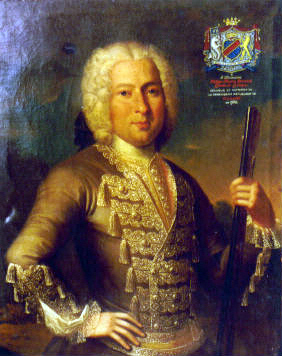
Biagio de Caboga Traditur.

Grave como el dilema era, los senadores no estaban preparados para poner remedio a tan desesperada situación. Una gran mayoría era predispuesta en abrir las puertas a Rusia, pero los ecos de Austerlitz apenas se habían desvanecido, y ese acto tendría a la vez expuestos a la venganza de Napoleón, a continuación, en el cenit de su ambición sin ley y el poder militar. Así que la ocupación de la ciudad fue asignado a los franceses al mando del general Jacques Lauriston. Tan pronto como este lugar que la fuerza de Rusia se trasladó al sitio de la ciudad, y desgraciadamente para Ragusa la llegada de las hordas de soldados montenegrinos, acompañada de las tropas regulares de Rusia, simbolizó en la práctica el final de la misma. Los alrededores estaban densamente salpicados de casas, los resultados de una larga prosperidad, y las escenas inhumanas de rapiñas, con la que las guerras de la montenegrinos, con los turcos fueron acompañados fueron trasladados a estas moradas de comodidad y lujo. Acostumbrados a la pobreza de sus propias montañas, estos invasores apenas podía creer que sus propios ojos cuando, al pasar Cavtat / Ragusavecchia, las villas alegres y llenas de tiendas en Breno Ombla y Pila desencadenaron su codicia, y el asedio de Ragusa se inició por la quema y el saqueo de las villas, con la pérdida irremediable de más de medio millón de libras esterlinas.
La ciudad quedó totalmente bloqueada, el general Gabriel Molitor, que avanzaba en marcha hacia Ragusa, hizo un llamamiento a los dálmatas para expulsar a los rusos y montenegrinos. Molitor entra en Ragusa el 26 de mayo, y se produce la retirada de los montenegrinos al valle. La ciudad seguía amenazada por los rusos que ocupaban la cima de la colinas de la ciudad, el 30 septiembre los franceses toman Herceg Novi, los rusos se retiraron hacia Cattaro el 1 de octubre, y la ciudad fue aliviada.

### Abolición de la República

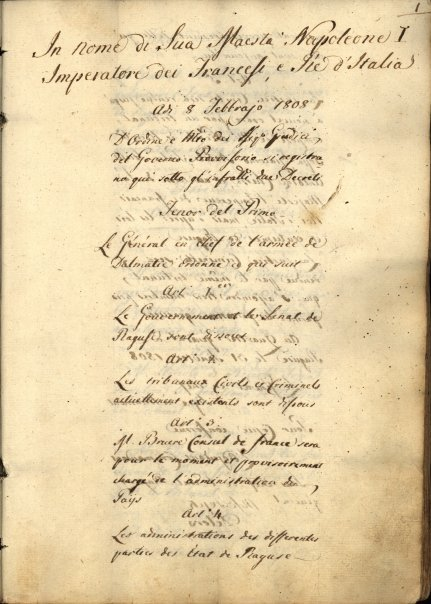
Decreto de Napoleón, aboliendo la República de Ragusa.

El 8 de febrero de 1808, un decreto napoleónico puso fin a la antigua República de Ragusa, que fue incorporada en 1808 al Reino de Italia de Napoleón.  La lengua oficial fue la italiana, mientras que la francesa era usada en medios diplomáticos.
En 1810 Ragusa fue unida a las Provincias ilirias, a pesar de la gran oposición encabezada por el patriciado local (que quería mantener la unión al Reino de Italia), en el y en la que destacaron los caudillos Lucas de Bona, los hermanos Carlos y Jeronimo de Natali, quienes mantenían la resistencia en Cavtat y en las islas cercanas.

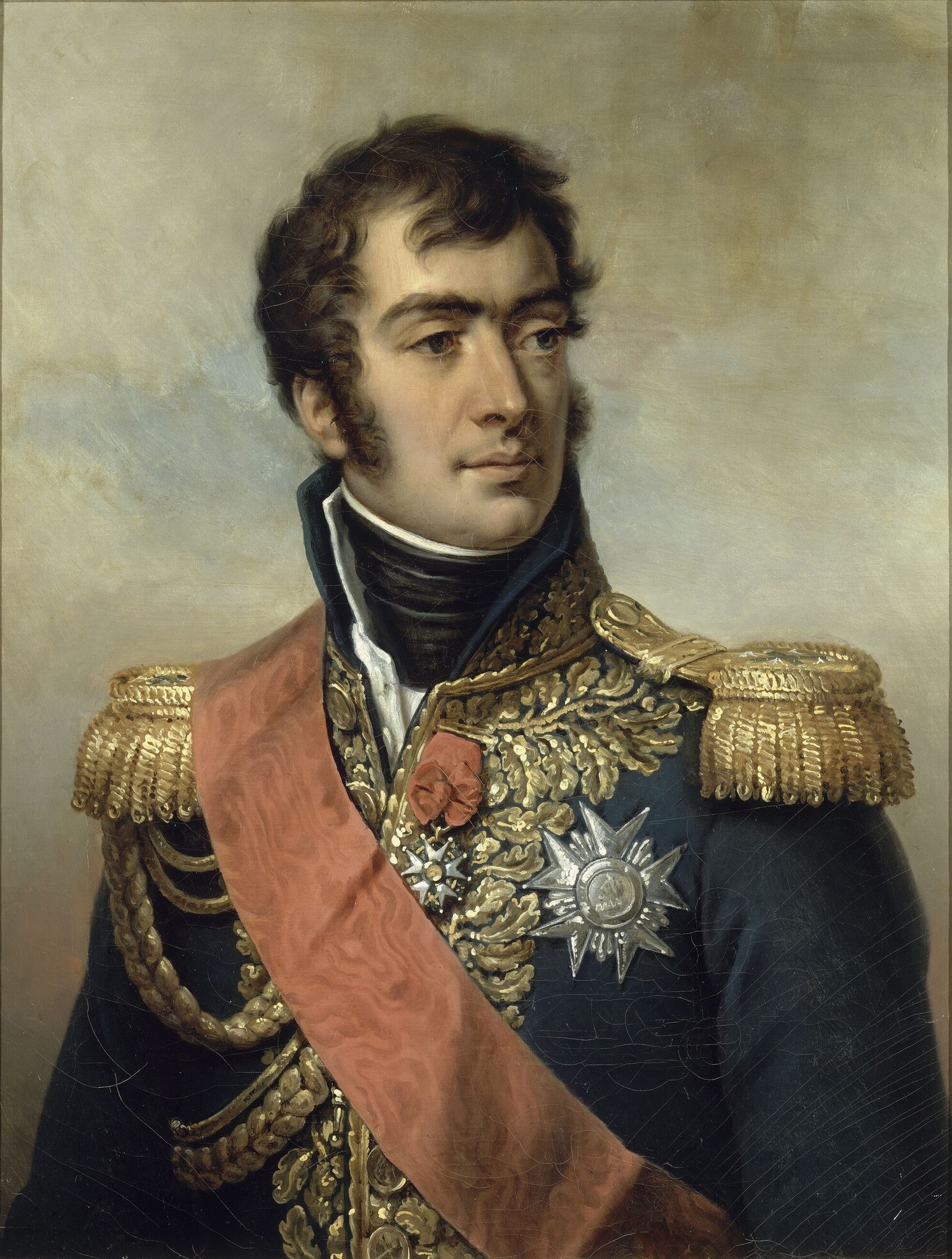
El mariscal Auguste Marmont, duque de Ragusa durante el periodo de ocupación francés.

Al mariscal Marmont, Napoleón lo nombró duque de Ragusa, con un doble objetivo: deshonrar a los miembros de las familias aristócratas que habían dominado la antigua República y abolir esta. Luego Marmont se convirtió en el gobernador de las Provincias Ilirias (1809-1813) bajo control de Francia. 
El Gran Concilio se reúne por última vez el 29 de agosto de 1814, en la Villa de Sabino Giorgi en la localidad de Mokošica, los siguientes fueron los senadores que participaron, para obtener un documento de protesta internacional para el restablecimiento de la antigua República ante las potencias vencedoras:

Orsato Savino, conte di Ragnina; Niccolo Matteo di Gradi; Niccolo Niccolo di Pozza, Clemente, conte di Menze, Marino Domenico, conte di Zlatarich, Wladislao, conte di Sorgo; M. Conte di Cerva, Niccolo conte di Saracca; Pietro Ignazio di Sorgo-Cerva; Paolo Wladislao, conte di Gozze; Nicollo Gio, conte di Sorgo, Matteo Nicollo di Ghetaldi; Savino conte di Giorgi; Pietro Giovanni conte di Sorgo; Marino Nicollo conte di Sorgo, Sebastiano di Gradi; Matteo Niccolo di Pozza; Segismondo di Ghetaldi; Niccolo Luigi conte di Pozza; Wladislao Paolo conte di Gozze, Marino di Bona; Marco Niccolo conte di Pozza; Giovanni conti di Gozze, Francesco conte di Zamagna; Matteo Niccolo conte di Sorgo; Carlo conte di Natali, Orsato conte di Cerva, Matteo Conte di Cerva, , Niccolo conte di Giorgi; Segismondo conte di Sorgo; Biagio M. Di Caboga; Conte Giovani di Menze; Niccolo Matteo di Sorgo; B.D di Ghetaldi; Gio Biagio, conte di Caboga; Marino Matteo di Pozza, conte di Sagorio, Luca Antonio conte di Sorgo; conte di Giorgi Bona; Giovanni conte di Sorgo; Giovanni conte di Natali, Antonio Luca conte di Sorgo, Rafaelle Giovanni conte di Gozze; Natale Paolo conte di Saraca; Natale Conte di Ghetaldi.

En 1815, en el Congreso de Viena, se crearon los reinos de Iliria y de Dalmacia en el seno del Imperio austríaco, con las provincias ilirias que Francia restituyó a Austria. Se envió como embajador plenipotenciario al marqués Lucas de Bona, a quien no se le permitió acceder al Congreso. La vida de la República estaba sellada, ya que Rusia no apoyó su supervivencia. Se dice que Pedro II, le quitó el apoyo porque, años antes, a Catalina de Rusia, no se le concedió la autorización para instalar una iglesia ortodoxa en la ciudad.

## Gobierno
El gobierno de la ciudad estaba en manos de una aristocracia, y el matrimonio entre miembros de distintas clases sociales estaba estrictamente prohibido. Nominalmente, el jefe de Estado era el Duca (Duque), durante la dominación veneciana el Rettore (Rector). No obstante, el poder efectivo se hallaba en manos de dos Consejos (Vijeće) controlados por la nobleza. El cuerpo en el que descansaba finalmente la soberanía era el Gran Consejo, que estaba compuesto por hombres de más de dieciocho años pertenecientes a las familias confirmadas nobles en el registro conocido como Libro de Oro, la única república que mantiene hasta hoy una composición muy parecida a la ragusea es la República de San Marino, quien sobrevivió a Napoleón.-

### Composición y funciones del consejo

Bandera Ragusea con el lema "Libertas".

El Consejo delegaba sus poderes ejecutivos en un Senado de cuarenta y cinco miembros que se reunía cuatro veces a la semana y en momentos de emergencia; y estos a su vez delegaban su poder en un Consejo de Siete (once hasta el terremoto —de 1667, hasta cuatro maremotos—) que ejercía el poder judicial y realizaba todas las funciones diplomáticas; en un Consejo de Tres, que actuaba como tribunal de la ley constitucional; y en un Consejo de Seis, que administraba el erario. Había otros cuerpos ejecutivos, pero esta era grosso modo la anatomía de la República. Piénsese que estas clases estaban rigurosamente separadas unas de las otras, como las castas hindúes. Ningún miembro de una clase podía casarse con una de las otras dos; de hacerlo, perdía su posición en su propia clase y sus hijos tenían que adoptar el rango del progenitor inferior. Las relaciones sociales entre clases eran impensables.[cita requerida]
Resulta interesante que este sistema sobreviviera cuando las diferencias reales en la calidad de las clases habían quedado anuladas por la prosperidad general, cuando quizás algunos plebeyos e incluso trabajadores fueran tan cultos y ricos como cualquier noble. Es curioso que sobrevivieran incluso cuando las clases estuvieron divididas por disputas internas. 
Cuando Marmont llegó a Ragusa en 1808, se encontró con que la nobleza estaba escindida en dos bloques, los “salamanquinos” y los “sorboneses”. Estos nombres aludían a cierta controversia surgida de las guerras entre Carlos V de España y Francisco I de Francia, acaecidas apenas doscientos cincuenta años atrás.
Resultó que en el terremoto de 1667 una gran parte de la clase noble fue aniquilada, incluso el Rector Simón Ghetaldi falleció junto a su familia, siendo necesario devolverle su fuerza con la inclusión de ciertos plebeyos. A estos los salamanquinos, partidarios del absolutismo español, no los trataban como iguales; pero los sorboneses, francófilos e inclinados a un cierto liberalismo, los aceptaban sin reservas. Otro factor que pudo intervenir en dicha conducta es que los sorboneses habían quedado muy mermados por el terremoto y no querían perder efectivos.
En cualquier caso, ambos bandos tenían el mismo estatus y se sentaban juntos en el Consejo, pero no mantenían relaciones sociales y ni siquiera se saludaban por la calle; un casamiento inconveniente entre miembros de los dos grupos era de tan graves consecuencias como si se daba entre miembros de clases distintas. Esta escisión social se reflejaba también en las capas inferiores: "Los plebeyos, a su vez, estaban escindidos en las cofradías de San Antonio y San Lázaro, que eran tan rencorosas en sus relaciones como salamanquinos y sorboneses". Estaba en la esencia de la República, que siempre debió defenderse de imperios vecinos --"primero Hungría, luego Venecia, después Turquía"-- y que se estructuró para un reducido número de gente, en torno a las 33 familias nobles y neolatinas originarias del siglo XIV. Pero es curioso que este ultraconservador gobierno aristocrático desarrollara una tendencia que a menudo constituye un vicio de la democracia. Ragusa temía por encima de todo el surgimiento de personalidades dominantes. Las disposiciones por las que este miedo queda expresado en la constitución son lo que más la distingue de su modelo veneciano. El Senado era elegido con carácter vitalicio, y de ahí el pequeño grupo de diplomáticos hereditarios. Pero cada nombramiento debía ser confirmado anualmente, y se tomaban infinitas precauciones para que los senadores no pudieran tener tentaciones dictatoriales en virtud de un excesivo poder.

### El Rector
El Rector (Knez o Rettore) vestía una suntuosa toga de seda roja con una estola de terciopelo negro sobre el hombro izquierdo, y en sus apariciones era precedido por músicos y por veinte guardias de palacio; pero su mandato duraba solo un mes, y podía ser reelegido únicamente tras un intervalo de dos años; la brevedad de esta permanencia en el cargo era resultado de una afanosa revisión, pues el plazo había sido originalmente de tres meses, luego de dos y finalmente quedó reducido a un solo mes. Por ende estaba confinado en palacio mientras duraban sus funciones y sólo podía abandonarlo por razones de estado, como su solemne y obligada visita a la catedral.

### Cargos inferiores
Los cargos inferiores también estaban sujetos a restricciones. El Consejo de Siete, judicatura y diplomacia, era renovado cada año; el Consejo de Tres, que entendía de cuestiones de ley constitucional, también era elegido solo por un año; el Consejo de Seis, que administraba las finanzas del estado, era elegido por tres años. Existían también ciertas normas para impedir que dominaran personas de determinada edad. El Consejo de Siete podía ser de cualquier edad adulta, aunque el más joven debía actuar como ministro de Exteriores; pero en el Consejo de Tres todos debían tener más de cincuenta años.
El éxito justificaba plenamente estos artificios. Solo una vez, y esto en los inicios de la historia de Dubrovnik, intentó un noble convertirse en dictador; pero no recibió el menor apoyo salvo de los nulamente representados trabajadores, y eso le llevó al suicidio. Posteriormente, en el siglo XVII, el duque de Saboya persuadió a varios nobles para que conspirasen para hacerse con el poder, pero fueron arrestados en un baile de máscaras el último día de Carnaval, y ejecutados con el consenso de toda la comunidad.
Es de gran vivacidad esa descripción del gobierno de la república, que concluía con una aparente paradoja: la ragusina era una "sociedad aristocrática que parece ser lo contrario". Entre sus rasgos de modernidad, y en un mundo en el que la trata de mano de obra era una cruel normalidad más, en Ragusa tenían desde 1417 una legislación antiesclavista, pionera en Europa, así como un estricto derecho de asilo que siempre defendieron con fuerza. También se encuentran no pocos paralelismos entre la sociedad clásica ragusina y la sociedad burguesa de la época victoriana.

## Religión
La República era enormemente devota, hacía en todo alarde de cristianismo, y en su Libro de Oro hay una oración para los magistrados que dice así: «Oh, Señor, Padre Todopoderoso, que has elegido a esta República como tu servidora, elige, te suplicamos, a nuestros gobernantes según tu voluntad y nuestras necesidades; que, temerosos de ti y cumpliendo los Santos Mandamientos, puedan dirigirnos y cuidarnos con verdadera caridad. Amén»
Nunca hubo una ciudad tan llena de iglesias y capillas, nunca hubo un pueblo que se sometiera con mayor lealtad a la disciplina de la Iglesia. Pero eso chocaba un poco con la política exterior de la República. Ragusa derecho a pasar por una orgullosa y estricta potencia católica considerando sus relaciones con el Imperio otomano, enemigo de la cristiandad. Las otras ciudades dálmatas eran menos complacientes que Venecia en su postura hacia Turquía, la República lo era mucho más.

## Idioma

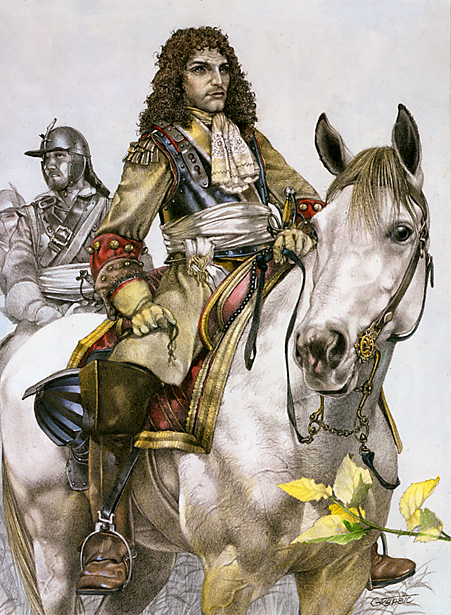
Mariscal de Campo Frano de Gondola Gundulić (1683) hijo del famoso poeta Ivan Gundulic.

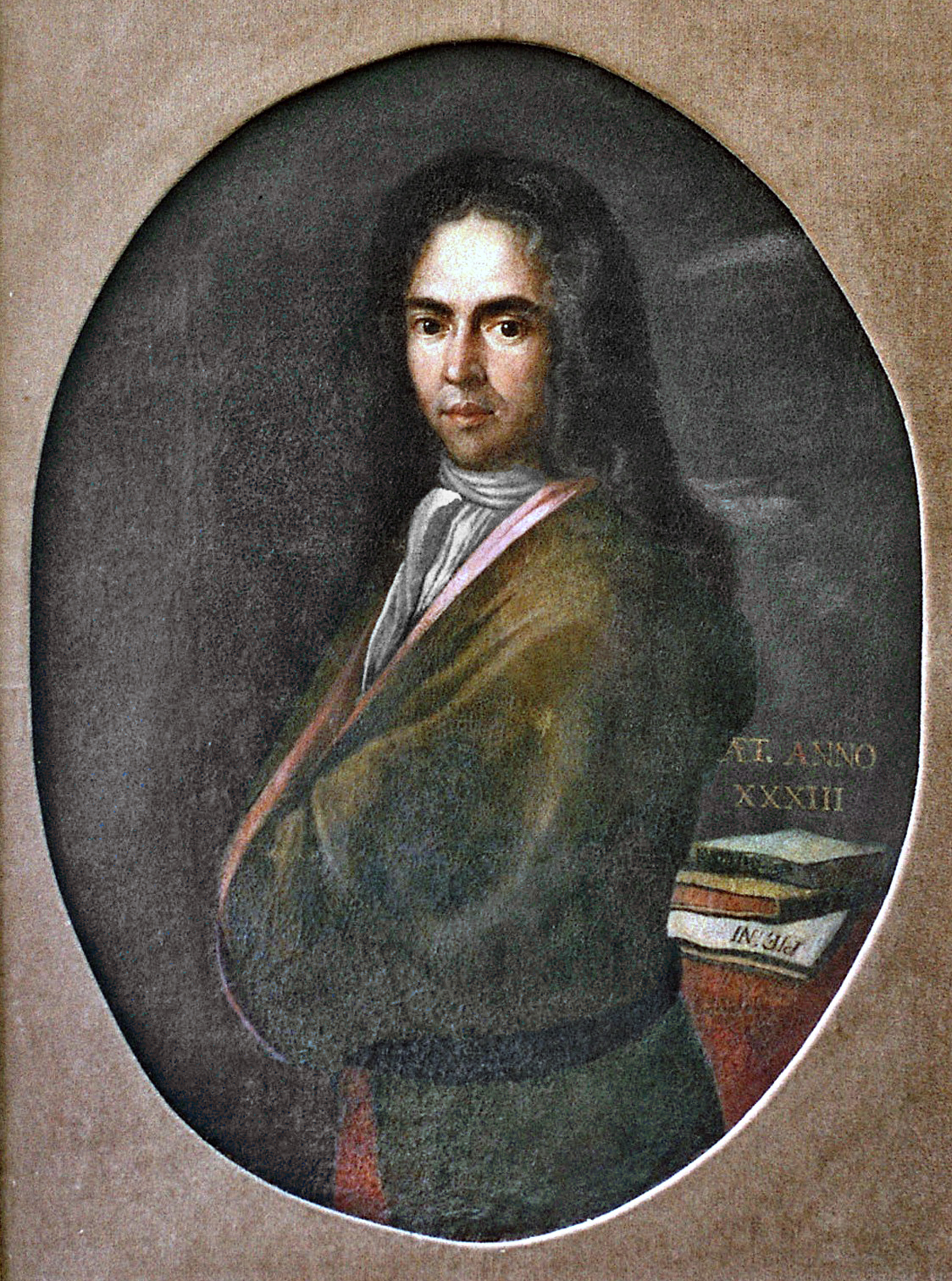
Ivan Gundulić, poeta y exponente máximo de la literatura ragusea.

La lengua oficial de la República era el latín. La originaria lengua vulgar de los raguséos en la Edad Media era el dalmático meridional, una lengua romance oriental sin relación directa con el véneto o el toscano, aunque históricamente influida por ellos. 
Además a partir del siglo XIII se hablaba el ilirio o serbocroata, en concreto el dialecto croata estócavo con matices del hablado en la costa dálmata chácavo. 
La creciente influencia de las variantes italorromaces y galoitálicas desplazó el uso de la lengua romance autóctona, desde inicios de la Edad Moderna se dio un proceso de sustitución lingüística por el cual las variedades italorromances acabarían predominando. Era usual que se hablara el italiano hasta la entrada de Dalmacia al Reino de Yugoslavia en 1918, puesto que estos eran bilingües; luego comenzó la eslavización de las escuelas (durante las guerras de independencia italianas durante el siglo XIX, la política austriaca estuvo dirigida a eliminar y contrarrestar el componente italiano, apoyando a los croatas históricos desde Zagreb, fieles a la corona, proporcionando el soporte a su pretensión eslava de la costa dálmata, la cual históricamente nunca estuvo ligada a aquella. 
La política austriaca Divide et impera creó la visión rupturista nacionalista de distinguir a croatas con la religión católica y a serbios con la ortodoxa, distinción nunca antes vista en la región, así siguió luego de la entrada de esta al Reino de los Serbios Croatas y Eslovenos). La cultura de la ciudad en la época yugoslava fue cambiada con la prohibición de la enseñanza del italiano en las escuelas; más tarde con Josip Broz Tito se produjo el éxodo masivo de la población latina por la denominada Masacre de las foibe. Actualmente existen en Dalmacia muchos descendientes latinos eslavizados, pero con recuerdo patente de sus raíces. 
Se entiende que durante lo que duró, el éxodo latino de la costa de la Dalmacia fue la primera gran limpieza étnica históricamente recopilada en occidente. Actualmente, hay una iniciativa en curso que propende cambiar los nombres neolatinos, y propone sustituirlos por los derivados en el lenguaje eslavo de la zona, y que según algunos, eran los realmente usados por los personajes históricos de Dalmacia.
Esta es una tabla de comparación de palabras que se utilizan en el dialecto de la antigua Ragusa. Varias tienen un origen latino en vez de eslavo:
| Español        | Ragusiano    | Croata      | Italiano         | Véneto      |
| -------------- | ------------ | ----------- | ---------------- | ----------- |
| padre          | pape         | tata        | padre            | pare        |
| contramaestre  | noštromo     | vođa palube | nostromo         | nostromo    |
| zapato         | crevlia      | cipela      | scarpa           | scarpa      |
| vaso           | gemuo        | čaša        | bicchiere        | goto        |
| adiós          | adio         | zbogom      | addio            | adio        |
| saludo         | sluga vam se | klanjam se  | saluti           | saludi      |
| ventana        | funiestra    | prozor      | finestra         | finestra    |
| ensuciarse     | šporcati     | uprljati    | sporcarsi        | sporcarse   |
| inmediatamente | subito       | odmah       | subito           | súbito      |
| marco          | cuada        | okvir       | cornice          | cornise     |
| fresa          | fragola      | jagoda      | fragola          | fragola     |
| reloj          | orlodo       | sat         | orologio         | relogio     |
| tendedero      | tiramola     | sušilo      | stendibiancheria | stendin     |
| ropa blanca    | biancaria    | bijela roba | biancheria       | biancheria  |
| reunión        | apuntamint   | sastanak    | appuntamento     | apuntamento |
| ir             | hodit        | ići         | andare           | andar       |
| tenedor        | pantaruo     | vilica      | forchetta        | piron       |
| cigarros       | španiulet    | cigara      | sigaretta        | spagnoleto  |
| bufanda        | faculet      | rubac       | sciarpa          | siarpa      |
| helado         | delato       | sladoled    | gelato           | gelato      |
| colonia        | colona       | kolonija    | colonia          | colona      |

- Serbios o Eslavos del Danubio

- Lengua serbia (serbska)

- a. Dialecto serbio propiamente dicho (lengua escrita y cultivada).

' Antiguo eslavo, lengua de la Iglesia rusa, casi idéntica al serbio.
- b. Dialecto bosniaco.
- c. raguseo o dálmata (italianizado).
- d. montenegrino.
- e. uscoco, mixto de turco.
- f. eslavo, purísimo.
- g. búlgaro-eslavo, etc

- Croatas o girábalas/eslavos niñeas

- Lengua croata

- a. Dialecto croata o chrobata, es decir de las montañas.
- b. esloveno, que se habla en el Occidente de la Baja Hungría (dialecto escrito).
- c. —••— tullido, que se habla por los Windoi meridionales, pueblo mixto, a) Windo de Carniola, con los idiomas de los Karstes, Tziiskes Poykes, etc. f) Windoúc Estiria y de Carintia.
- d. Dialectos de los Podlusakos en Moravia, y tal vez de los Carviatas.
- B. flama central y occidental. (Dombrowski).

Se ha querido mostrar esta tabla lingüística, de los variados dialectos eslavos, hablados desde épocas posteriores a Atila, para determinar la diferencia de filiación lingüística en lo que hoy denominados Croacia con la zona dalmatina de Ragusa y la costa adriática, los croatas montañeses podían en antaño, antes de la estandarización del idioma, entenderse con relativa facilidad con un morlaco o un bohemio de la órbita húngara que con un dalmatino raguseo, en cambio los dalmatinos podían entenderse con facilidad incluso con los moscovistas de Rusia, ahí tenemos la historia del Mariscal de Campo Francesco Gondola (1633-1700) (Gundulic), que en su viaje a Moscú y su encuentro con el zar Alejo I de Rusia en 1655, siendo capitán de dragones del Emperador Leopoldo I (del Sacro Imperio Romano), según cuentan sus memorias, se entendió directamente en su dialecto eslavo, lo que trajo al zar una gran alegría por dicho intercambio diplomático, sin necesidad de utilizar traductores, llamándolo "od slovinskoga iesika", descendiente eslavo.

## Pertenencia étnica y cultural de la República
Se ha discutido desde el siglo XIX hasta nuestros días la pertenencia étnica de los habitantes de la antigua República, pero desde la perspectiva moderna de lo que se entiende por este concepto. Italianos, serbios y croatas han argüido en este sentido.
Se ha manifestado en forma clara que durante la vigencia de Ragusa como estado, estos parámetros son improcedentes, los resurgimientos nacionalistas de la segunda mitad del siglo XIX no tienen asidero histórico en pos de determinar la pertenencia étnica y cultural. Ragusa fue siempre un estado neolatino, pero multicultural, con amplias raíces itálicas; su cultura se basaba y provenía en gran medida de las relaciones que mantenía con los estados italianos.
Se puede manifestar en este sentido que a grandes rasgos los fundamentos de todas esas partes para basar la reivindicación cultural de Ragusa por los distintos estados nacionales actuales, son las siguientes.

### Reivindicación cultural italiana
Señala en términos generales que Ragusa, debe ser considerada la V República Marítima del Adriático, ya que en términos culturales, esta fue siempre una ciudad-estado latina, desde su fundación luego de la caída del Imperio romano, pasando por la soberanía de la República de Venecia, tomando de esta última el modelo político empleado en sus instituciones, la lengua hablada en la antigua República, en sus textos oficiales, y el origen de las familias nobles que gobernaban el pequeño estado, de extracción itálica-latina (dálmatas autóctonos).
El italiano toscano se habló siempre en la ciudad, unido al antiguo idioma extinto hoy en día, el dalmático-raguseo.

### Reivindicación cultural serbia
Según algunos serbios nacionalistas creen señalar en términos genéricos que Ragusa habría sido serbia-católica desde tiempos ancestrales, esto debido a la situación lingüística en la cual se encontraba, la población ragusea hablaba después del siglo XIII como lengua franca, un dialecto herzegovino, Ŝtokavo, con peculiaridades propias, "italianizado" (tal como se señaló a propósito de la lengua), a su vez, en la zona de la Dalmacia, como lo señaló el filólogo y ragusoloista Milan Rešetar, la zona lingüística clara de influencia serbia, llegaba hasta las fronteras de Ragusa, debido a que, en el resto de la región se hablaba el otro dialecto "Ĉakavian", el cual se le designaba como la variante propiamente croata. Otra fundamentación histórica, es que en la literatura ragusea, nunca se autodefinieron como croatas, es más Giunio Palmotta, en el siglo XVII, en su obra Bisernica, escribe sobre los caballeros croatas, como aquellos que residen en la corte del rey de Hungría, ya que por situación geográfica, Ragusa nunca estuvo ligada a la Croacia histórica.

### Reivindicación cultural croata
Señala en términos generales que Ragusa habría sido siempre un estado croata, en términos de atribuir la identificación religiosa como base para determinar la pertenencia cultural a la Croacia de estilo occidental, esto es por el catolicismo, a contrario sensu de la determinación étnica serbia, fundamentada en la ortodoxia cristiana, derivada derechamente en la tradición oriental, sin conexión alguna con el mundo occidental que se vivió en Ragusa desde su fundación.

## Tributos y sobornos

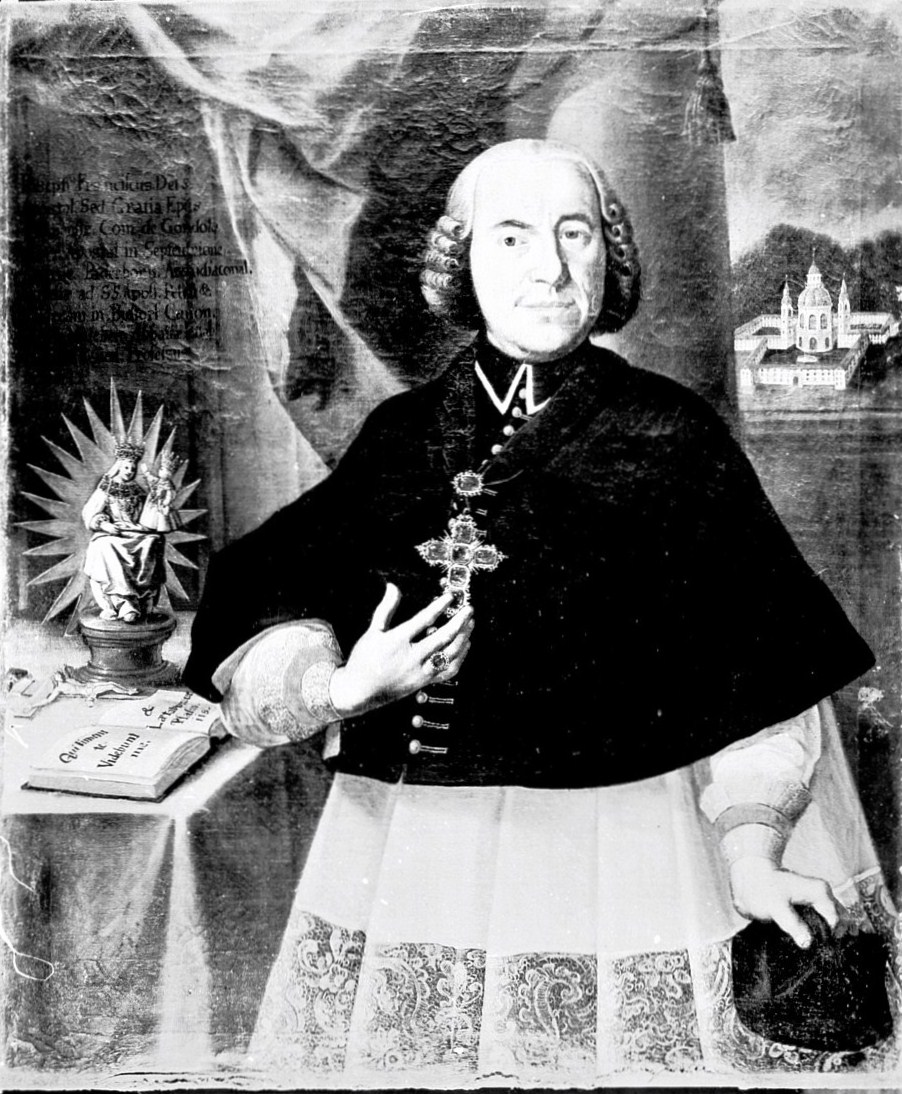
Francesco Giuseppe Gondola.

Ragusa nunca combatió a los turcos. Les pagó tributos una y otra vez. Cada año, dos enviados partían de la ciudad rumbo a Constantinopla con su cargamento de ducados de oro, que ascendió, tras varios aumentos, a quince mil. Llevaban un traje especial conocido como el uniforme del diván (o sea del Consejo), y se dejaban crecer mucho la barba.
Después de cuidar que sus asuntos quedaran bien atendidos, se despedían de sus familias, asistían a misa en la catedral y finalmente el regidor les deseaba buen viaje bajo los arcos de su palacio. Con el cajero, el barbero, numerosos secretarios e intérpretes, una tropa de guardias armados y un sacerdote con un altar portátil, iniciaban el viaje de quince días hasta el Bósforo. No era un trayecto muy peligroso, pues se había convertido con el paso del tiempo en la ruta comercial de las caravana. Pero los enviados no podían volver hasta doce meses después, cuando dos nuevos enviados fueran a ocupar su puesto; por lo demás, negociar delicados asuntos con tiranos de una raza extraña e indescifrable, estando físicamente a su merced, era tarea peligrosa que solía llevarse a cabo con heroísmo y gran eficacia.
No era esta, sin embargo, la única transacción efectuada por los enviados de la República. También tenían que emplearse numerosos sobornos, puesto que había una escala móvil de propinas que cubría a todos los funcionarios de la Puerta, al margen de su importancia. Esta carga iba aumentando de año en año a medida que el Imperio turco prosperaba hasta el punto de ser difícil de manejar, y los funcionarios locales adquirían cada vez mayor categoría. Andando el tiempo se hizo casi tan necesario comprar al Sanjacado de Herzegovina y al pachá de Bosnia, comparsas incluidos, como lo era efectuar los debidos pagos a la Sublime Puerta. Esta era, espléndidamente evocada, la peculiaridad de la Ragusa clásica, una de las claves de esa Europa como posible "unidad de información" como previa a la Europa de la cultura y de la ciencia. Que no dejaba de tener sus ventajas materiales también, pues con ello Ragusa se ganaba también un importante privilegio económico: "la República se ganó el derecho a pagar solamente el dos o a veces el uno y medio por ciento de sus importaciones y exportaciones de y al Imperio otomano, mientras que el resto del mundo pagaba el cinco por ciento". 
El cristianismo ragusino es esencialmente católico, y tal vez ahí puede captarse la sensibilidad británica de la autora, un posible punto de vista atinado y sutil. Esta disposición a contemporizar con los turcos es especialmente desagradable en una potencia que proclamaba ser tan ferviente y quisquillosa en su cristianismo que no podía permitir que la Iglesia ortodoxa pusiera el pie en sus dominios. En teoría, la República defendía la tolerancia religiosa. Pero en la práctica la trataba como una flor tanto más admirable cuanto más lejos creciera, mejor aún en otro país. Aunque en Dubrovnik había muchos visitantes ortodoxos, e incluso algunos nativos eran miembros de esta Iglesia, no se les permitía disponer de un lugar de culto dentro de las fronteras. 
En el siglo XVIII dicha situación originó graves dificultades con Catalina la Grande, cuando su flota llegó al Mediterráneo al objeto de acabar con los restos del poderío naval turco. Mandaba la flota el almirante Orlov, amante de Catalina, que ofreció a la República un pacto de neutralidad que incluía la exigencia de que hubiera un templo ortodoxo de uso público en Dubrovnik, y la creación de un consulado ruso en la ciudad a fin de proteger no sólo a los rusos sino a cualquier miembro de la Iglesia ortodoxa. La segunda petición fue concedida, la primera rechazada. La influencia jesuita, y el propio Papa, ilustraban una vez más la inexorable disposición de la Iglesia católica a combatir a la Iglesia ortodoxa con una vehemencia que no habría sido sobrepasada si el enemigo hubiera representado el paganismo y no el cisma, por más sufrimientos que esta campaña pudiera acarrear a los desdichados pueblos de la península balcánica. Esa intolerancia religiosa la relaciona, finalmente, con el fin de la independencia de Ragusa, aunque hubiera sido una parte importante de su seguridad y capacidad de maniobra en su época clásica por excelencia. 
Fue esta intolerancia la que condujo finalmente a la extinción de la República. El zar Alejandro pudo haberla salvado en el Congreso de Viena, y la causa de aquel pequeño e indefenso estado bien podría haber seducido a su liberalismo místico; pero el zar recordó que la República había ultrajado repetidas veces a su abuela, y eso a fin de perseguir a la religión ortodoxa, lo que le hizo retirar su protección. 
Pero sería un error suponer que en la defensa del papado la República actuaba por fidelidad a sus principios religiosos y por desprecio a sus intereses terrenales. Dubrovnik vio -y en esto llevó a cabo una gesta de economía que ha acarreado a sus prototipos ingleses más de un reproche-, que sirviendo a lo uno servía a lo otro. Cuando el comisario austríaco tomó posesión de Dubrovnik tras la retirada de los franceses, comentó a uno de los nobles locales que le sorprendía el número de establecimientos religiosos que había en la ciudad. La respuesta fue: No hay de qué sorprenderse. Todos ellos nos fueron tan útiles como una plataforma giratoria para locomotoras>. Y era cierto. El fervor de la Iglesia católica por un estado situado en la frontera misma del territorio ortodoxo le garantizaba la protección de dos grandes potencias, España y el papado. Esto sigue oliendo a todo menos a rosas.
Los debates historiográficos más interesantes de su época, el que relacionaba el surgimiento de una economía capitalista con la ética protestante en general y la calvinista en particular, con las que pudieran considerarse "virtudes burguesas". La pretensión de que el protestantismo ha sentido un cariño especial por el capitalista reformista tiene cierta escusa, ya que las condiciones geográficas, más que psicológicas, han hecho que este sea una figura conspicua en los países del norte que se opusieron a la Contrarreforma. Pero en Dubrovnik, en la República de Ragusa, tiene todo un capítulo de la historia, con su principio y su final, donde queda claro que ese capitalista reformista puede surgir en un terreno totalmente libre de contaminación protestante, y que puede disfrutar siglo tras siglo de la aprobación incondicional de Roma.

### Familias nobles de Ragusa
Familias Originales:
- Familia de Basilio
- Familia de Bobali
- Familia de Bona
- Familia de Bonda
- Familia de Caboga
- Familia de Cerva
- Familia de Georgi
- Familia de Ghetaldi
- Familia de Gundulić/Gondola
- Familia de Gučetić/Gozze
- Familia de Gradi
- Familia de Menze
- Familia de Lucari
- Familia de Pucić/Pozza de Zagorie
- Familia de Saraca
- Familia de Tudisi
- Familia de Sorgo
- Familia de Zamagna

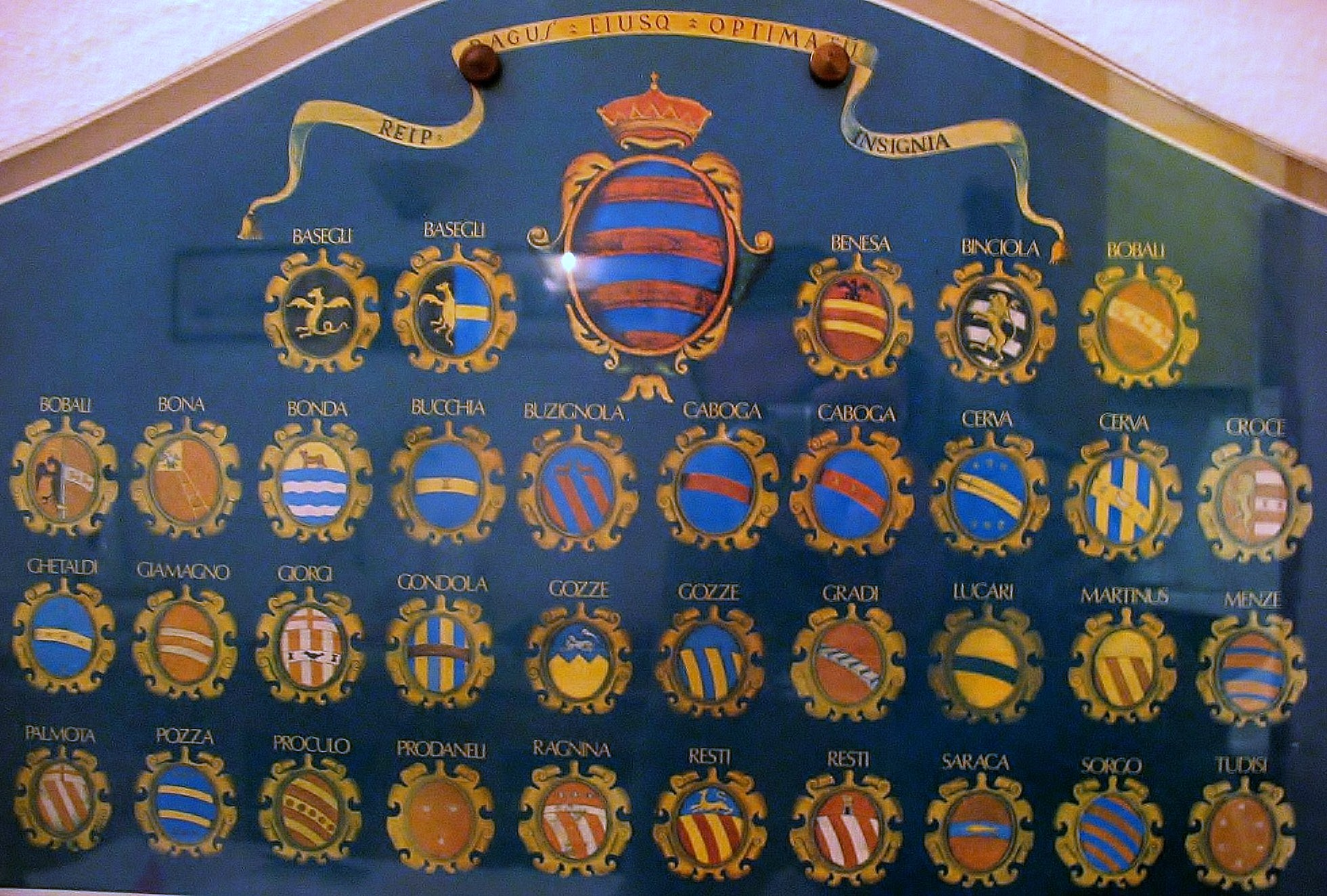
Escudos de las familias patricias raguseas.

Familias que fueron aceptadas después del terremoto de 1667:
- Familia de Bosdari
- Familia de Bucchia
- Familia de Natali
- Familia de Pauli
- Familia de Ragnina
- Familia de Reesti
- Familia de Zlatarić/Slatarich

## Notables Raguseos
Siglo XIV

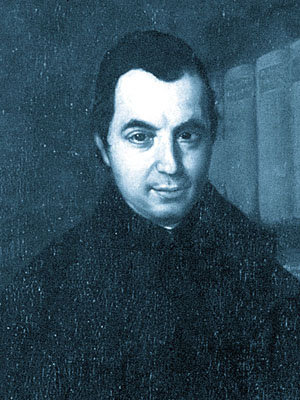
Ruđer Bošković, jesuita, físico, astrónomo máximo exponente raguseo de las ciencias.

- Franco Sacchetti (c.1335–1400) - poeta y escritor

Siglo XV
- Benedetto Cotrugli (Benedikt Kotruljević) (1416 - 1469) - mercader, humanista, científico y diplomático
- Džore Držić (Giorgio Darsa) (1461-1501) - poeta y escritor
- Bonino De' Bonini (Dobrić Dobričević) (1454-1528) - pintor
- Mavro Vetranović (Mauro Vetrani) (1482/1483-1576) - sacerdote Benedictino y escritor
- Šiško Menčetić (Sigismondo Menze) (1457-1527) - poeta y noble
- Aelius Lampridius Cervinus (Ilija Crijević) (c. 1460 - 1520) - poeta

Siglo XVI
- Savino de Bobali (Savko Bobaljević) (1530-1585) - escritor
- Nikola Nalješković(Nicolaus de Nale) (1505-1587) - poeta, escritor y científico
- Marin Držić (Marino Darsa) (1508-1567) - escritor
- Cvijeta Zuzorić (Fiore Zuzori) (1555-c.1600) - poetisa y noble
- Marin Getaldić (Marino Ghetaldi) (1568-1626), político, matemático y físico
- Ivan Bunić Vučić (Giovanni Serafino Bona) (1591-1658) - político y poeta
- Dominko (Dinko) Zlatarić (Domenico Slatarich) (1558-1613) - poeta y traductor
- Nicolò Vito di Gozze (Nikola Vitov Gučetić) (1549-1610) - hombre de estado, filósofo y científico
- Ivan Gundulić (Giovanni Gondola) (1589-1638) - escritor, poeta, noble y hombre de estado
- Dinko Ranjina (Domenico Ragnina) (1536–1607) - poeta
- Mavro Orbini (Mauro Orbini) (siglo XVI-1614) - escritor, ideólogo e historiador

Siglo XVII
- Vladislav Mence (1600/1617- 1666) - poeta
- Giorgio Baglivi (Gjuro Baglivi) (1668-1707) - fisiologo
- Giustino Palmotta (1607-1657) - escritor, noble y dramaturgo
- Giovanni di Sigismondo Gondola (Ivan Šiškov Gundulić) (1677-1721), noble y poeta
- Segismondo Gondola (Šišmundo [Šiško] Gundulić) (1634-1682), político (Rector) poeta y noble
- Stefano Gradi (1613-1683) - filósofo y clérigo
- Francesco Gondola (Frano Dživo Gundulić) (1630-1700) - noble y Mariscal de Campo Austriaco
- Benedetto Rogacci(Benedikt Rogačić) (1646-1719) - Jesuita y poeta
- Ignjat Đurđević (Ignazio Giorgi) (1675-1737) - poeta y traductor

Siglo XVIII
- Serafino Cerva (Serafin Crijević) (1696-1759) - historiador y enciclopedista
- Sebastiano Dolci (Sebastijan Slade) (1699-1777) - escritor y sacerdote franciscano
- Giovanni Francesco Sorgo (1706-1771) - escritor y poeta
- Raimondo Cunich (1719-1794) - escritor humanista
- Mateo Vodopich (1716-1787) - ingeniero militar.
- Ruđer Bošković (Ruggero Giuseppe Boscovich; Ruđer Josip Bošković) (1711-1787) - físico, astrónomo, matemático, filósofo, diplomático, poeta y jesuita.
- Giorgio Ferrich (Djuro Ferić) (1739-1820) Jesuita, vicario general en Ragusa
- Segismondo Ghetaldi-Gondola (Šiško Getaldić-Gundulić) (1795-1860) - político, noble y caballero de la Orden de Malta
- Biagio Ghetaldi (Vlaho Getaldić) (1788-1872) - noble, político, poeta y caballero de la Orden de Malta
- Luca Stulli (1772-1828) científico
- Antun Kaznačić(Antonio Casnacich) (1784-1874) escritor ilirio
- Marc Bruère Desrivaux (Marko Bruerović) (1770-1823) - escritor, diplomático, dramaturgo y noble
- Hieronimus Liubibratich de Trebinia (Jeronim Bratoljubić) (1716-1779) - noble y Mariscal de Campo Austriaco.
- Giovanni Mane Giornovichi (Ivan Mane Jarnović) (1740-1804) - compositor
- Bernardo Zamagna (1735-1820) - teólogo, predicador y Jesuita Dominico (también conocido como Brno Džamanjić)
- Giunio Resti(1755-1814) - político, escritor y noble
- Marco Faustino Gagliuffi (1765-1834), Latinista y patriota italiano
- Elena Pucić-Sorkočević (Elena Pozza-Sorgo, nacida Ragnina) (1786-1865) - noble y compositora
- Pietro Ignazio Sorgo (Peter Ignaz Sorgo) (1749-1826) - noble y escritor.
- Antun Sorkočević (Antonio Sorgo) (1775-1841) - diplomático, escritor y compositor
- Luka Sorkočević (Luca Sorgo) (1734-1789) - diplomático y compositor
- Benedetto Stay (1714-1801) - Teólogo Jesuita
- Joakim Stulli (Joakim Stulić) (1730-1817) - profesor y lingüista.